# Emmanuel Eboué
Emmanuel Eboué (Abidjan, 1983. június 4. –) elefántcsontparti válogatott labdarúgó, védő.